# Lygosoma peninsulare
Lygosoma peninsulare — вид сцинкоподібних ящірок родини сцинкових (Scincidae). Мешкає в Малайзії і Таїланді. Описаний у 2018 році.

## Поширення й екологія
Lygosoma peninsulare мешкають на Малайському півострові, на території Малайзії та Південного Таїланду. Вони живуть у вологих діптерокарпових лісах, серед лісової підстилки та гранітних скель.